# Mateusz Prus
Mateusz Prus (Zamość, 9 marzo 1990) è un ex calciatore polacco, di ruolo portiere.

## Carriera
Ha esordito in Eredivisie con il Roda JC nella stagione 2010-2011.